# 믹스인
객체 지향 프로그래밍 언어에서 믹스인(mixin 또는 mix-in)은 다른 클래스의 부모클래스가 되지 않으면서 다른 클래스에서 사용할 수 있는 메서드를 포함하는 클래스이다. 다른 클래스가 믹스인의 메소드에 액세스하는 방법은 언어에 따라 다르다. 믹스인은 때때로 "상속"이 아니라 "포함"으로 설명된다.
믹스인은 코드재사용성을 높이고 다중상속으로 인해 발생할 수 있는 상속의 모호성 문제("다이아몬드 문제")를 제거하거나 언어에서 다중상속에 대한 지원부족을 해결하기 위해 사용될 수 있다. 믹스인은 구현된 메서드가 포함된 인터페이스로 볼 수도 있다. 이 패턴은 종속성 역전 원칙을 적용하는 예가 되기도 한다.

## 역사
믹스인은 Lisp Machine Lisp의 객체 지향 접근 방식이었던 Symbolics의 객체지향 Flavors 시스템(Howard Cannon에서 개발)에서 처음 등장했다. 이 이름은 매사추세츠 소머빌 지역의 스티브 아이스크림 가게에서 영감을 받았다. 아이스크림 가게의 주인은 기본적인 맛(바닐라, 초콜릿 등)과 추가적인 재료(땅콩, 쿠키, 사탕 등)의 조합으로 버무려진 아이스크림을 판매했다. 이 아이스크림은 "믹스 인 (mix-in)"이라고 불렸으며, 고유 상표가 되었다.

## 정의
믹스인은 프로그래머가 특정 코드를 다른 클래스에 삽입 할 수 있도록 하는 프로그래밍 개념이다. 믹스인 프로그래밍은 특정 클래스에 작성된 기능들을 다른 클래스와 혼합하는 소프트웨어 개발 유형이다.
믹스인 클래스는 필요로 하는 기능들을 포함하는 상위 클래스로서 역할을 한다. 그리고 하위 클래스는 이 기능을 상속하거나 단순히 재사용할 수 있다. 하지만 자식클래스를 특수화(Specialization)하는 수단으로는 사용할 수 없다. 일반적으로 믹스인은 엄격한 단일 "is-a"관계(상속관계)를 만들지 않고 원하는 기능을 하위 클래스로 전달한다. 여기에 믹스인과 상속의 중요한 차이점이 있다. 자식클래스는 여전히 부모클래스의 모든 기능을 상속 할 수 있지만, 부모와 자식이라는 의미는 반드시 부여될 필요는 없다.

## 장점
1. 여러 클래스가 공용기능들을 사용할 수 있게 하는 다중상속의 메카니즘을 제공하지만, 다중상속의 복잡한 의미론은 제거할 수 있다.[6]
2. 코드 재사용성 : 믹스인은 프로그래머가 서로 다른 클래스간에 기능을 공유하고자 할 때 유용하다. 동일한 코드를 반복해서 작성하는 대신 공통기능을 믹스인으로 그룹화하고 이 기능을 필요로하는 다른 클래스들에 추가할 수 있다.[7]
3. 믹스인은 부모클래스의 모든 기능을 상속하지 않고 필요로 하는 기능만 상속하고 사용할 수 있다.[8]

## 믹스인을 사용하는 프로그래밍 언어
- 에이다 (프로그래밍 언어)
- C 샤프
- 어도비 콜드퓨전
- 컬 (프로그래밍 언어)
- D (프로그래밍 언어)
- 다트 (프로그래밍 언어)
- 팩터 (프로그래밍 언어)
- 아파치 그루비
- 자바 (프로그래밍 언어)
- 자바스크립트 Delegation
- 코틀린 (프로그래밍 언어)
- Less (스타일시트 언어)
- MATLAB
- OCaml
- 펄(Moose 확장을 통해)
- PHP의 traits
- 파이썬
- 래킷 (프로그래밍 언어)
- 라쿠 (프로그래밍 언어)
- 루비 (프로그래밍 언어)
- 러스트 (프로그래밍 언어)
- Sass (스타일시트 언어)
- 스칼라 (프로그래밍 언어)
- 스몰토크
- 스위프트 (프로그래밍 언어)
- 시스템베릴로그
- 타입스크립트
- 발라 (프로그래밍 언어)

## 같이 보기
- 추상 유형
- 데코레이터 패턴
- 정책 기반 설계
- Trait, 선형 구성이 필요하지 않는 유사구조